# Ordinatna os
Ordinátna ós ali os y (pogovorno y-ós) je druga os v pravokotnem koordinatnem sistemu. Koordinata, ki jo ta os določa, se imenuje ordinata ali koordinata y. Včasih se izraz ordinata uporablja tudi za ordinatno os, a tako izražanje ni matematično pravilno. 
V dvorazsežnem koordinatnem sistemu je os y praviloma navpična (os x ali abscisna os pa je vodoravna).
V trirazsežnem koordinatnem sistemu je os y praviloma vodoravna (enako kot os x, na katero je pravokotna), navpična os pa se imenuje os z ali aplikatna os.